# هو ویدونگ
هو ویدونگ (انگلیسی: Hu Weidong؛ زادهٔ ۳ ژانویه ۱۹۷۰) بازیکن بسکتبال اهل چین بود.
وی در مسابقات کشوری و بین‌المللی در مجموع برندهٔ ۲ مدال طلا، ۱ مدال نقره شده‌است.